# Furth (Bogen)
Furth ist ein Dorf in Niederbayern im Landkreis Straubing-Bogen und zählt zu den 77 Gemeindeteilen der Stadt Bogen. Der auf etwa 315 bis 357 m über NN gelegene Ort ist Teil des früher eigenständigen Gemeindegebiets Oberalteich, das im Zuge der bayerischen Gebietsreform zum 31. Dezember 1977 in die Stadt Bogen eingegliedert wurde.

## Geschichte
Furth (1875 noch Furt geschrieben) gehörte bis zum 31. Dezember 1977 zur damaligen Gemeinde Oberalteich, die im Zuge der Gebietsreform in Bayern aufgelöst und in die Stadt Bogen eingemeindet wurde. Die Einwohnerzahl in Furth war zur Volkszählung 1987 auf dem Stand von 907 Einwohnern. Furth entwickelte sich stetig von einer kleinen Siedlung mit Bauernhöfen zu einem Wohnort mit Industrie-/ Gewerbegebiet.

## Einwohnerentwicklung
- 1871: 0244 Einwohner[2]
- 1885: 0262 Einwohner[3]
- 1900: 0237 Einwohner[4]
- 1925: 0284 Einwohner[5]
- 1950: 0393 Einwohner[6]
- 1961: 0414 Einwohner[7]
- 1970: 0619 Einwohner[8]
- 1987: 0907 Einwohner[1]
- 2018:   2400 Einwohner

## Namensherkunft
Der Begriff Furth ist ursprünglich ein Ortsnamen-Grundwort für das althochdeutsche Wort Furt, das mittelhochdeutsche Wort vurt oder aus dem mittelniederdeutschen vōrd, vōrde’. Übersetzt bedeutet dies der Flussdurchgang oder der Flussübergang.